# Andreew-Nunatak
Der Andreew-Nunatak (bulgarisch Андреев нунатак Andreew nunatak) ist ein gebirgskammähnlicher, 2,8 km langer und 800 m hoher Nunatak an der Oskar-II.-Küste des Grahamlands auf der Antarktischen Halbinsel. Er ragt 2,8 km östlich des St. Angelariy Peak im Metlichina Ridge, 5,4 km südöstlich des Wischna-Passes, 4,7 km westlich des Chakarov Peak in den Poibrene Heights und 6,8 km nordnordwestlich des Diralo Point aus den Eismassen des Punchbowl Glacier auf.
Britische Wissenschaftler kartierten ihn 1964. Die bulgarische Kommission für Antarktische Geographische Namen benannte ihn 2012 nach dem Physiker Walentin Andreew, der ab 2001 als Leiter der bulgarischen St.-Kliment-Ohridski-Station auf der Livingston-Insel tätig war.